# Retroperitônio
O retroperitônio (adj. retroperitonial) é um espaço anatômico atrás (retro) da cavidade abdominal. Ele não possui estruturas anatômicas específicas delimitando-o.
O retroperitônio fica atrás do peritônio.